# Final Fantasy II
Final Fantasy II (ファイナルファンタジーII Fainaru Fantajī Tsu?) es la segunda entrega de la saga de videojuegos Final Fantasy, de la empresa Squaresoft, ahora conocida como Square-Enix. No hay que confundirlo con Final Fantasy IV, que en Estados Unidos apareció como FFII porque era el segundo Final Fantasy que se publicaba allí.

## Desarrollo
En 1988, Squaresoft decide repetir llevados por los grandes éxitos que consiguieron con la primera parte, y publicó la segunda edición de la saga de RPG Final Fantasy, que sólo estuvo disponible para la consola Famicom, versión japonesa de NES.
Esta nueva entrega trae novedades pasadas por alto anteriormente. Ahora los personajes ya tienen predestinado su oficio, pero este cartucho de 2 MB traía la posibilidad de guardar hasta cuatro partidas diferentes (en Final Fantasy I solo podíamos guardar una) y un modo para memorizar palabras clave de una conversación y poder utilizarlas posteriormente.

## Historia
La historia trata sobre las aventuras de cuatro jóvenes del reino de Fynn llamados Firion, María, Guy y León. Sus padres son asesinados durante la invasión del ejército del Emperador de Palamecia, que ha invocado monstruos del infierno en su búsqueda para dominar el mundo. Huyendo de los monstruos del emperador, los cuatro son atacados y dados por muertos. Firion, María y Guy son rescatados por la princesa Hilda de Fynn y sus heridas curadas por su mago Minu. Ella ha establecido una base rebelde en la cercana ciudad de Altaira, denominados Rosa Salvaje. Ansioso por demostrar su valor para el movimiento de resistencia, los tres jóvenes restantes emprenden una serie de misiones contra Palamecia y unen fuerzas con una variedad de aliados no sólo para derrotar al Emperador, sino también para localizar al hermano desaparecido de María, León.
Después de ser rechazados por Hilda de formar parte de los rebeldes, Firion, María y Guy van a Fyn para tratar de encontrar a León. Sin embargo, se encuentran con el Príncipe Scott de Kasuan, escondido en una habitación secreta en el Pub de la ciudad. este está en los últimos momentos de su vida, pero todavía es capaz de decirle al grupo que la derrota de Fynn fue debido a la traición del conde Borghen. También le comenta al grupo acerca de su hermano Gordon, diciéndoles que él sabe que Gordon tiene una gran fuerza. Scott da a Firion su anillo y le dice que siempre amará a Hilda. Con su último aliento, dice estas palabras y muere. El grupo vuelve a Altaira y le dan el anillo a Hilda. Ella lo reconoce como el anillo de Scott y le pide a Firion que lo guarde, diciéndole que es el anillo de un hombre valiente. Hilda reconoce el valor del grupo por volver de Fynn, por lo que les permite formar parte de los rebeldes. Reconociendo su fuerza, Hilda le pide al grupo ir a Salmandia para buscar mitrilo, ya que Josef, un miembro de la rebelión que fue enviado a buscarlo, no ha regresado e Hilda no ha oído nada de él desde que se fue a Salmandia. Minu también se une al grupo para esta misión.
El grupo encuentra a Josef, pero él no está dispuesto a dar información, ya que el imperio de Palamecia han secuestrado a Nelly, la hija de Josef, y Borghen ha amenazado con matarla si ayuda a la resistencia. El grupo llega a la Cascada Semit donde liberan a Nelly y los demás habitantes de Salmandia del Imperio. Después de derrotar a uno de los Sargentos Imperiales, toman el mitrilo y hacen su camino de regreso a Altaira.
Tras fabricar armas y equipo con mitrilo para la Resistencia, el grupo es enviado a Bafek, donde el Imperio de Palamecia ha esclavizado a los habitantes y les hace construir un dirigible de gran poder conocido como el Acorazado. Es construido bajo la atenta mirada del Caballero Oscuro del Imperio. Sin embargo, ahora ha sido retirado después de la pérdida del mitrilo y ha sido sustituido por el desventurado Borghen, retrasando la finalización. Esto le da a la resistencia la oportunidad perfecta para destruir el Acorazado antes de que se termine. Sin embargo, justo antes de llegar a la aeronave por las alcantarillas de Bafek, el grupo se encuentra con el Caballero Oscuro, que en realidad no ha dejado Bafek después de todo, aparece y desaparece con el Acorazado antes de que el grupo llegue. El Acorazado ataca las ciudades de Poft, Palum, Gatrea y Altaira, pero, milagrosamente, la base en Altaira está ilesa. Un plan es llevado a cabo para utilizar el Piroluz del reino de Kasuan pero para entrar, necesitan ya sea la Campana Divina o la voz de un Kasuanes. Josef ayuda al grupo a entrar a la Cueva de Nieve y el grupo recupera la campana que se encuentra en su interior. En la salida, Borghen ataca al grupo, y aunque es derrotado, hace que una roca se desprenda para aplastar al grupo. Josef frena la roca para permitir al grupo escapar, pero es aplastado por la roca, muriendo en el acto.
Dolidos, pero enérgicos por la determinación de vengar a Josef, el grupo se dirige hacia el reino de Kasuan para recuperar el Piroluz. El grupo utiliza la Campana Divina para entrar, donde se reúnen con Gordon, que les ayuda a localizar la Antorcha Egil, el único recipiente que puede llevar el Piroluz. El grupo derrota a un Alma Roja y recuperan la antorcha y el Piroluz. Al salir, son testigos de cómo el Barco Volador de Cid es secuestrado por el Acorazado y que luego se detiene en el extremo norte de Fynn para reponer sus suministros de combustible. El grupo llega allí, libera a Cid (y a Hilda, que estaba a bordo en el Barco Volador de Cid), y arrojan el Piroluz en el motor del Acorazado, destruyéndolo de una vez por todas.
El grupo regresa triunfalmente a Altaira, sólo para saber que el rey está a punto de morir. Con su último aliento, forma un tridente de ataque contra al Imperio, en un intento de recuperar Fynn. En su plan, envía a Minu a Mysidia para recuperar la magia suprema de Artema, Gordon toma el mando del ejército rebelde para atacar directamente Fynn, y el grupo de Firion se dirige a la reino de Deist para pedir la ayuda de los Dragos y los Draconarius. Con la ayuda de Leila, una capitana pirata, el grupo alcanza Deist pero descubren que sólo un Drago sigue vivo. Sin embargo, la bestia se está muriendo, envenenada por el imperio. Da al grupo el último huevo de Drago, que el grupo lleva a la Caverna de Deist con el fin de que se incube y acelere su proceso de crecimiento.
El grupo vuelve a Altaira con las manos vacías y para su sorpresa la Hilda que rescataron en el Acorazado no es realmente Hilda, sino una Reina Lamia a la cual derrotan. Pronto se enteran de que se celebra un torneo en el Coliseo de Palamecia, entregando a Hilda como premio. El grupo, con ayuda de Gordon, llegan al Coliseo y derrotan a un Béjimo, ganando a Hilda como premio. Sin embargo, el Emperador de Palamecia, que los estaba supervisando personalmente, atrapa y encierra al grupo en los calabozos. Son salvados por el ladrón Pablo, que abre sus celdas. Hilda y Gordon escapan por sí mismos, mientras que el resto del grupo atrae la atención de los guardias.
Un ataque se ha previsto al Castillo de Fynn y el ejército rebelde se establece en las afueras de la ciudad. Firion, María, Guy y Leila dirigen el ataque al titular del castillo, Gottos, derrotándolo y dαándole a los rebeldes una importante victoria. Sin embargo, Minu no ha regresado, por lo que Gordon envía al grupo a buscar a Minu en la Torre Mysidia. Después de obtener la Vara de Cristal de la Caverna de Mysisdia, el grupo se dirige a la Torre pero son tragados por Leviatán. Náufragos y sin Leila, el grupo se abre paso desde las entrañas de Leviatán a la boca, donde, con la ayuda de Arturo Céfiro -el último Draconarius- son capaces de volver a tomar el barco y derrotar a un Ascáride. Ellos entonces vencen a los jefes de la Torre: Gigas de Fuego, Gigas de Hielo y Gigas Trueno, y finalmente encuentran a Minu en la Cámara del Sello, tratando desesperadamente de romperlo para abrir el camino a Artema. En un último esfuerzo, Minu tiene éxito, pero a un alto precio: él también sucumbe a la muerte para ayudar al grupo en su batalla contra el Emperador.
El grupo toma el Libro de Artema, y por ende la magia y vuelve a Fynn pero algo anda mal. Las ciudades de Altair, Gatrea, Paloom y Poft han sido destruidos por un Ciclón invocado por el Emperador. Éste amenaza con destruir el mundo en pedazos si el grupo no encuentra la manera de detenerlo. Sin embargo, la idea de Gordon allana el camino para la eclosión del último huevo de Drago, que viene al castillo para ayudar al grupo a llegar al Ciclón.
Finalmente, el grupo vence al Emperador en el ciclón. Después de la muerte del Emperador, León, a quien todos creían muerto, se revela como el Caballero Oscuro del Emperador y su mano derecha, decide coronarse como el nuevo emperador. Firion y sus amigos van a Palamecia para detenerlo, pero cuando el grupo se enfrenta a León, el Emperador vuelve del infierno, más poderoso que nunca y con la intención de reinar sobre la Tierra y el Infierno. Arturo retiene al Emperador, por lo que el grupo y León puede escapar del castillo en el Drago, pero el Emperador mata al Draconarius con facilidad. Después de la muerte de Arturo, el Emperador Oscuro invoca a Pandemonium, la fortaleza del Señor del Infierno, para iniciar un nuevo imperio. Después de obtener la Excalibur de Deist, la espada atesorada de los Dragos, el grupo hace su camino a través del Pasaje Jade, entrando a Pandemonium desde abajo. Dentro del castillo, el grupo lucha con varios de los esbirros más poderosos del Emperador, incluyendo la reencarnación del propio general Borghen, llegando finalmente a la cima de Pandemonium.
Se desata una feroz batalla, ya que el Emperador trata de destruir la última esperanza de los rebeldes y el mundo. A pesar de sus poderosos conjuros y su habilidad para hacer descender meteoros, el Emperador es finalmente derrotado y al fin se disipa en la nada, condenado al infierno que dirigió contra el mundo durante tanto tiempo. Firion y sus amigos dan un suspiro de alivio, y luego volver al castillo de Fynn, donde Hilda, Gordon, Nelly, Leila, Paul y todos los esperan para felicitarlos por su victoria. A raíz de la batalla, la vida comienza de nuevo para todos estos personajes. Sin embargo, León se muestra escéptico de su propio futuro. Pese a las protestas de María, Firion lo deja ir, pero le recuerda a León que siempre hay un lugar para él en Fynn.

## Personajes
- Firion (Frionel en japonés)
- María
- Guy
- León (Leonheart en japonés)
- Minwu
- Josef
- Leila
- Arturo (Ricardo en japonés)
- Scott
- Gordon
- Emperador
- Chocobo

### Música
Compuesta nuevamente por Nobuo Uematsu

#### Álbumes oficiales
| Año  | Álbum                                                | Información adicional                         |
| ---- | ---------------------------------------------------- | --------------------------------------------- |
| 1988 | All Sounds of Final Fantasy I & II                   | Versión original del juego                    |
| 1989 | Final Fantasy Symphonic Suite                        | Versión arreglada orquestal                   |
| 2002 | Final Fantasy & Final Fantasy II Original Soundtrack | Versión original de la versión de PlayStation |
| 2005 | Final Fantasy II Original Soundtrack                 | Versión remasterizada                         |

## Sistema de juego
El sistema de juego se desarrolla mediante una exploración de un conjunto de mapas y una interacción con el entorno siguiendo el transcurso de la historia a través de una serie de diferentes sucesos. El juego incluye un sistema de batallas por turnos en el que los personajes mediante una serie de comandos ejecutan distintas acciones con diferentes efectos condicionados por unos atributos y equipamientos. Las consecuencias de las batallas es ir fortaleciéndose consecutivamente en cada una de ellas recibiendo "Experiencia" para subir niveles y recibir guiles (dinero en el universo Final Fantasy). En esta entrega, los personajes no poseen un sistema de trabajos en los que cada personaje puede ejecutar un comando exclusivo de su clase, sino que todos pueden equipar todos los tipos de armamento y aprender cualquier magia.
En las revisiones posteriores, se ha hecho una modificación del sistema de niveles (y de la magia, integrando el sistema de Puntos Mágicos) suprimiendo dicha característica, pasando a la mejora condicional de las características usadas durante la batalla; es decir, para subir las características de Fuerza, se debe atacar mucho durante la batalla, para aumentar la salud o la defensa, se deben de haber recibido daños en su transcurso. Por ende las magias blancas y negras del juego se van fortaleciendo al usarlas de manera continua fortaleciendo el espíritu. Estas magias tienen un máximo de 16 niveles.
Las magias se aprenden mediante libros de un solo uso, adquiridos en tiendas o bien encontrados o tirados por los enemigos.
- Las magias del juego son:

Piro, Electro, Hielo, Cura, Morfeo, Mutis, Tiniebla, Maldición, Trastorno, Televiaje, Exilio, Paro, Antimagia, Niebla, Trueque, Escudo, Coraza, Espejo, Prisa, Petra, Locura, Confu, Pestañeo, Shock, Rana, Aura, Lázaro, Toxis, Drenaje, Esna, Muerte, Aspir, Sanctus, Fulgor y Artema,Destrucción,Reavivar.

## Relanzamientos y refundidos
- WonderSwan:

En 2001, Squaresoft sacó a la venta una nueva versión de Final Fantasy II para la WonderSwan Color en Japón, ofreciendo mejoras en cuanto a gráficos y sonido, pistas adicionales, nuevas opciones avanzadas en el sistema de juego y secuencias adicionales que muestran el progreso de la historia.
- PlayStation:

Posteriormente, en 2003 Squaresoft sacó a la venta otra revisión de Final Fantasy I y II para la PlayStation llamado Final Fantasy Origins, que además de recibir las mejoras desarrolladas para la versión de WonderSwan Color también ofreció un bestiario, una galería de arte y una nueva introducción con gráficos CGI (Computer Generated Images).
- Game Boy Advance:

Finalmente, en el año 2004 la compañía fusionada Square-Enix vuelve a sacar a la venta un nuevo relanzamiento de Final Fantasy I y II para la GameBoy Advance, titulado Final Fantasy I & II: Dawn of Souls, en esta ocasión agregando nuevos escenarios y nuevos enemigos (personajes de otros títulos de la serie). En esta versión el sistema de mejora no va por niveles, sino por demanda de usos.
- PSP:

En 2007, con motivo del vigésimo aniversario de la saga, se editaron versiones renovadas de las dos primeras entregas. Las novedades más destacadas son la incomporación de las escenas cinemáticas que ya incluía la versión de PlayStation, así como la mejora de los sprites de los personajes y la inclusión de nuevos efectos en las magias. Además, contienen los nuevos escenarios de la edición de Game Boy Advance. Los juegos fueron vendidos en UMD separados. En Europa llegaron en febrero de 2008. En España son comercializados en inglés y japonés.
- Teléfonos inteligentes:

En el año 2011, la compañía Namco junto con Square-Enix relanzan este juego para teléfonos celulares con el sistema de juego del PSP. Esta versión está disponible para muchos modelos, como aquellos con sistema S60v5.

## Recepción y críticas
| Famitsu | 35 de 40 |
| Notas:  |          |